# Holiday (radioprogram)
Holiday var ett sommarprogram i Sveriges Radio P3 2002 med bland andra Ola Norén och Kalle Lind. Där förekom sketcher som handlade om bland annat en idrottslärare som hade dålig hand om sina elever.